# NGC 4577
NGC 4577 este o galaxie spirală situată în constelația Fecioara. A fost descoperită în 28 ianuarie 1784 de către William Herschel. Se află la o distanță de 49,66 de megaparseci de Pământ.